# Wydział Historyczny Uniwersytetu Warszawskiego
Wydział Historyczny Uniwersytetu Warszawskiego (WH UW) – nieistniejący już wydział Uniwersytetu Warszawskiego powołany do życia w ramach podziału Wydziału Humanistycznego w 1950 r., kształcący w trybie dziennym, wieczorowym i zaocznym. Prowadzone były w nim także studia doktoranckie. Z dniem 1 września 2020 został podzielony na Wydział Archeologii, Wydział Historii oraz Wydział Nauk o Kulturze i Sztuce.

## Struktura
- Instytut Archeologii
- Instytut Etnologii i Antropologii Kulturowej
- Instytut Historyczny
- Instytut Historii Sztuki
- Instytut Muzykologii
- Ośrodek Badań Prekolumbijskich[2]

## Byli dziekani Wydziału
- 1970–1973: prof. Henryk Samsonowicz
- 1973–1975: prof. Juliusz Łukasiewicz
- 1981–1988: prof. Juliusz Łukasiewicz
- 1989–1992: prof. Juliusz Chrościcki
- 1992–1999: prof. Andrzej Garlicki
- 1999–2005: prof. Piotr Bieliński
- 2005–2008: prof. Włodzimierz Lengauer
- 2008–2016: prof. Elżbieta Zybert
- 2016–2020: dr hab. Małgorzata Karpińska, prof. UW[3]

## Budynki
Wydział znajdował się w Warszawie pod następującymi adresami:
- ul. Krakowskie Przedmieście 26/28 (IA UW, IH UW, IHS UW, Ośrodek Badań Prekolumbijskich, dziekanat)
- ul. Żurawia 4 (IEiAK UW)
- ul. Krakowskie Przedmieście 3 (IMUZ UW)